# آمدنیوز
آمدنیوز یکی از وبگاه‌های فعال سیاسی در ایران بود. آمدنیوز مخفف سه کلمهٔ آگاهی، مبارزه و دموکراسی است و مسئولان آن خود را از جنبش اعتراضی سبز و مردمی می‌دانند و با هدف مبارزه و افشای مفاسد و فعالیت‌های مخفیانهٔ نظام حاکم بر کشور ایران شکل گرفته‌است. این رسانه مدعی است که می‌تواند اخباری مخفی را از سِرّی‌ترین نقاط نظام به دست مردم برساند روح‌الله زم، بابک اجلالی، سام محمودی سرابی و مجید نیکنام از بنیانگذاران این وبگاه بوده‌اند. اما روح‌الله زم مدعی است که ادارهٔ این وبگاه را به گروهی خبری داده‌است.
کانال تلگرامی آمدنیوز نیز یکی از کانال‌های فعال سیاسی و خبرساز است. کانال تلگرامی این خبرگزاری در مردادماه ۱۳۹۶، به بیش از ۵۰۰ هزار عضو رسید. این رقم در نیمهٔ مهرماه به ۶۰۰ هزار افزایش یافت. همچنین در نیمهٔ آذرماه رقم ۷۵۰ هزار عضو را نیز رد کرد و این رقم در اواخر آذر ۸۵۰ هزار رسید. در اوایل دی‌ماه ۱۳۹۶ از مرز ۱ میلیون و چهارصد هزار کاربر گذشت. این کانال در ۹ دی‌ماه و در زمان اعتراضات ۱۳۹۶ ایران، به علت تشویق به خشونت توسط تلگرام مسدود شد. کانال چهارم این رسانه با نام صدای مردم آغاز به کار کرد.

## خبررسانی اختصاصی
از جمله اخباری که نخستین بار از سوی آمدنیوز منتشر شده و مورد توجه عمومی قرار گرفته، ادعای وجود حساب‌های شخصی رئیس قوهٔ قضائیه و سند محرمانه از جاسوسی دختر وی، خروج قائم مقام پیشین آستان قدس از کشور، افشاگری دربارهٔ سابقهٔ افراد سیاسی و مسائل مربوط به سعید طوسی و وضعیت وخیم حال علی خامنه‌ای رهبر جمهوری اسلامی است.

## دیدگاه‌ها

### واکنش رسانه‌های داخلی ایران
به نقل از خبرگزاری میزان رسانه قوهٔ قضاییه ایران، پیمان عارف معتقد است که کانال آمدنیوز و روح‌الله زم و بابک اجلالی برای سازمان اطلاعات و امنیت ملی ترکیه کار می‌کند. خبرگزاری فارس وابسته به سپاه پاسداران نیز طی چند گزارش مدعی شد که شواهدی مبنی بر ارتباط این دو با سرویس اطلاعاتی ترکیه، موساد و عربستان سعودی وجود دارد. این سایت همچنین نوشت که سایت آمدنیوز به وسیله یک شهروند سعودی ثبت شده و به وسیله یک شرکت سعودی میزبانی می‌شود. به نقل از باشگاه خبرنگاران جوان و خبرگزاری فارس، امید حبیبی‌نیا خبرنگار سابق بی‌بی‌سی به نحوه ادعاهای روح‌الله زم در مورد تحولات ایران از جمله ماجرای فوت هاشمی رفسنجانی واکنش نشان داد و این نحوه اطلاع‌رسانی را تخیلی و فاقد معیارهای روزنامه‌نگاری حرفه‌ای دانست.

### حسن عباسی
در دی ماه سال ۱۳۹۶ حسن عباسی، نظامی، تحلیل‌گر سیاسی و چهره اصولگرا، سازمان‌های اطلاعاتی جمهوری اسلامی را متهم به داشتن ارتباط با آمد نیوز نمود. این مسئله باعث شد تا وزارت اطلاعات جمهوری اسلامی علیه وی اقامه شکایت کند.

یک خبر اختصاصی

## هک شدن
فروردین ۱۳۹۶ کانال تلگرام و وبگاه آن توسط جمهوری اسلامی هک شد و دو دامنه دات کام و دات نت آن به سرقت رفت و به دلیل مشکلات مالی نتوانستند آنها را به صورت حقوقی پیگیری و پس بگیرند.دی ۱۳۹۶ ندا امین ادعاهای متناقضی را درباه آمدنیوز و روح‌الله زم مدعی شد.

## بسته شدن کانال تلگرامی
در جریان اعتراضات ۱۳۹۶ ایران تلگرام، این کانال را به علت ترویج خشونت (تشویق به استفاده از کوکتل مولوتف) مسدود کرد. کانال‌های دوم و سوم این رسانه هم به علت فعالیت همزمان با کانال نخست بسته شدند. پس از مسدود شدن کانال‌های تلگرامی پیشین، کانال چهارم این رسانه با نام صدای مردم توسط گردانندگان آمدنیوز ایجاد شد که نهایتاً با مخالفت تلگرام در برابر درخواست مقامات جمهوری اسلامی برای مسدود سازی‌اش منجر به فیلتر کلی تلگرام در ایران شد.

## دامنه دات کام
مطابق گزارش‌های هوئیز دامنه دات کام در ۱۷ دسامبر ۲۰۱۵ ثبت شده‌است.

## ایستگاه پایانی دروغ
در اواخر سال ۱۳۹۷ برنامه‌ای تحت نام ایستگاه پایانی دروغ از تلویزیون جمهوری اسلامی ایران پخش شد که ادعای نفوذ یکی از کارمندان وزارت اطلاعات جهوری اسلامی ایران به روح‌الله زم و دست انداختن وی را داشت. در بخش ابتدایی این مستند نشان داد می‌شد که افسر اطلاعاتی اخباری ساختگی را برای روح‌الله زم می‌خواند و زم هم آنها را در کانال تلگرامی و وبسایت آمدنیوز قرار می‌دهد
همچنین این مستند با واکنش روح‌الله زم قرار گرفت و زم اعلام کرد که از قبل می‌دانسته که این تور اطلاعاتی است و در رابطه با این ادعا فیلم‌های نیز منتشر کرد.

## دستگیری روح‌الله زم
همزمان با دستگیری روح‌الله زم در ۲۲ مهر ۱۳۹۸ و بازگردانی وی به ایران توسط سازمان اطلاعات سپاه پاسداران، در کانال تلگرام آمدنیوز پیامی مبنی بر دستگیری زم با لوگوی سپاه پاسداران منتشر شد که نشان می‌داد آن سازمان کنترل کانال آمدنیوز را در اختیار گرفته‌است.